# Nimbus johnsoni
Nimbus johnsoni är en skalbaggsart som beskrevs av Baraud 1976. Nimbus johnsoni ingår i släktet Nimbus och familjen Aphodiidae. Inga underarter finns listade i Catalogue of Life.